# Evert Norlin
Evert Norlin, född 22 maj 1880 i Karlskoga, Örebro län, död 29 juli 1957 i Lidingö församling i Stockholms län, var en svensk ingenjör.
Norlin, som var son till överlärare Gabriel Norlin och Edla Erika Hultin, blev efter studentexamen i Örebro 1900 civilingenjör vid Kungliga Tekniska högskolan 1903. Han var biträdande ingenjör i Patent- och registreringsverket 1903–1906, anställdes vid Kungliga Tekniska högskolan 1903, var assistent i allmän kemi 1903–1910 och i elektrokemi 1906–1908, blev docent i kemi 1908, var speciallärare i kemi 1911–1916, i kemi och teknisk kemi 1916–1918 samt i teknisk kemi och organisk kemi 1918–1932. Han blev filosofie licentiat 1912, var förste assistent 1909–1919 vid Kungliga Tekniska högskolans materialprovningsanstalt, avdelningschef vid Statens provningsanstalt 1920 och professor 1937. Han var ordförande i Stiftelsen garverinäringarnas forskningsinstitut och dess tekniska nämnd 1943–1953. Han kommunala uppdrag i Lidingö stad. Han invaldes som ledamot av Kungliga Ingenjörsvetenskapsakademien 1927. 
Norlin skrev ett 70-tal artiklar, bland annat Undersökningar rörande provning av fasta bränslen (1923), Den svenska lagstiftningen mot läderförtyngning och metoder för lädrets undersökning (1925), Stenkol (1927), Undersökningar över tvättmedlets inverkan på bomulls- och linneväv (1930), Smörjoljor för bilmotorer och dessas smörjning (1934), Återvinning av använda smörjoljor (1940) och Om lädertillverkning (1947).
Han var far till kritikern Anna Greta Ståhle.